# EBIT
Das EBIT (Abkürzung aus englisch earnings before interest and taxes, deutsch „Gewinn vor Zinsen und Steuern“) ist eine betriebswirtschaftliche Kennzahl, die den operativen Gewinn aus dem Leistungsbereich (originärem Bereich) eines Unternehmens in einem bestimmten Zeitraum beschreibt. Andere Bezeichnungen wie Betriebsergebnis, Operating Profit oder Operating Income sind ebenfalls geläufig. Es gehört zu den „Pro-Forma-Kennzahlen“ aus der Ergebnisrechnung nach IFRS, bei dem das Ergebnis um Steuern und das Finanzergebnis bereinigt wird.

## Ermittlung
Das EBIT ist aus der Rechnungslegung nach US-GAAP entstanden und wird meist auch bei Anwendung der IFRS ausgewiesen. Das EBIT wird regelmäßig in den Konzernabschlüssen von Unternehmen veröffentlicht und muss nicht berechnet werden. Bei Bedarf kann es aber auch wie folgt ermittelt werden:
|   | Gesamtkostenverfahren                                             |                                                                   | Umsatzkostenverfahren                                             |
|   | Umsatzerlöse                                                      |                                                                   | Umsatzerlöse                                                      |
| ± | Bestand an fertigen/unfertigen Erzeugnissen                       | −                                                                 | Herstellungskosten zur Erzielung der Umsätze                      |
| + | sonstige betriebliche Erträge                                     | =                                                                 | Bruttoergebnis vom Umsatz                                         |
| − | Materialaufwand                                                   | −                                                                 | Vertriebskosten                                                   |
| = | Rohergebnis                                                       | −                                                                 | Verwaltungskosten                                                 |
| − | Personalaufwand                                                   | ±                                                                 | sonstige betriebliche Erträge und Aufwendungen                    |
| − | Abschreibungen                                                    |                                                                   |                                                                   |
| − | sonstige betriebliche Aufwendungen                                |                                                                   |                                                                   |
| = | EBIT (betriebliches Ergebnis, Operating Profit, Operating Income) | EBIT (betriebliches Ergebnis, Operating Profit, Operating Income) | EBIT (betriebliches Ergebnis, Operating Profit, Operating Income) |

Zinsen, Beteiligungsergebnisse, sonstige Finanzierungsaufwendungen oder -erträge sowie Steuern werden beim EBIT ignoriert, weil diese Positionen nicht während der eigentlichen betrieblichen Tätigkeit entstanden sind. Dies wird bei der indirekten Ermittlung des EBIT aus dem Periodenerfolg (z. B. Jahresüberschuss, Quartalsüberschuss) deutlich:
|   | Periodenergebnis (EAT)                  |
| + | Steueraufwand (z. B. Ertragsteuern)     |
| − | Steuererträge                           |
| = | EBT                                     |
| + | Zinsaufwand und sonstiger Finanzaufwand |
| − | Zinserträge und sonstige Finanzerträge  |
| = | EBIT                                    |

Das EBIT enthält weitgehend nur betriebliche Erträge und Aufwendungen und zeigt damit recht gut den Erfolg (Vermögensmehrung) im operativen Bereich (Leistungsbereich) eines Unternehmens auf. Das EBIT wird nicht durch Erfolge im Finanzgeschäft (spiegeln sich in Finanzanlagen und Beteiligungen wider), von den Rahmenbedingungen am Kapitalmarkt (spiegeln sich im Zinsergebnis wider) oder der speziellen steuerlichen Situation des Unternehmens verzerrt. In der Folge eignet sich das EBIT gut für Zeitvergleiche auf internationaler Ebene. Aufgrund dieser Vorteile stellen viele börsennotierte Unternehmen ihre Berichterstattung auf das EBIT ab. Es ist ein Maß für die operative Profitabilität des Geschäfts. Eine weitere Anwendung ist die Schätzung des Unternehmenswertes mit Hilfe der Multiplikatormethode.
Allerdings können im EBIT auch außergewöhnliche, periodenfremde oder dispositive Aufwendungen und Erträge enthalten sein, die eine Beurteilung und Vergleichbarkeit des EBIT erschweren. Zu beachten ist auch, dass die Finanzierungsaufwendungen von Zielkäufen oder Operating Leasing fälschlicherweise dem EBIT zugeordnet werden, obwohl eine Berücksichtigung im Finanzergebnis zweckmäßiger ist. Es lässt sich ebenfalls darüber streiten, inwieweit at-equity bilanzierte Beteiligungen (im Beteiligungsergebnis) der operativen Ebene zuzuordnen sind. Es kann deshalb zweckmäßig sein, derartige Ergebnisbestandteile im betrieblichen Ergebnis zu bereinigen. Viele Unternehmen machen in der Präsentation ihrer Geschäftszahlen von diesen Bereinigungen Gebrauch. In der Folge weicht das nach den IFRS oder den US-GAAP ausgewiesene Betriebsergebnis (Operating Profit, Operating Income) dann aber vom dargestellten (bereinigten) EBIT ab.
Für die Steuerung des Unternehmens ist das EBIT – wie alle anderen operativen Erfolge – problematisch. Ergebnisse sind das Resultat von langwierigen finanziellen und betrieblichen Prozessen, sie laufen deshalb den wesentlichen Entscheidungen des Managements hinterher. Die Ausblendung von Finanzergebnissen oder von Steuerzahlungen lässt sich auch nicht in jedem Fall rechtfertigen. Auch niedrige Zinsen (infolge eines guten Ratings) oder niedrige Steuern (infolge einer sinnvollen Standortwahl) können Ausdruck von Managemententscheidungen sein.

### Empirische Ergebnisse

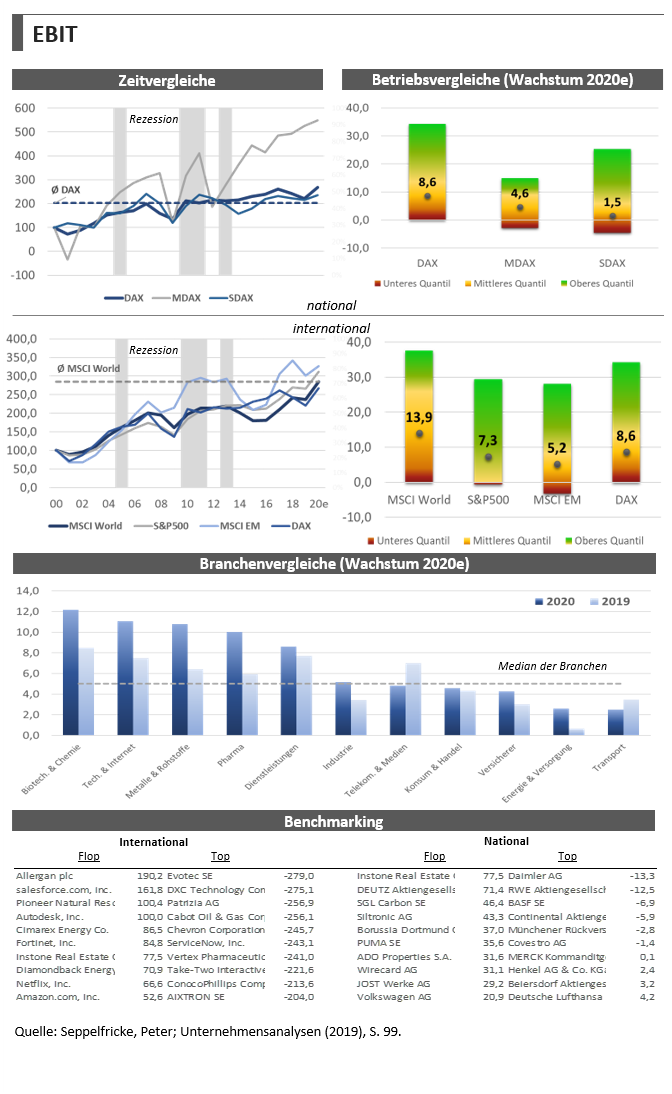

Anhand des absoluten EBIT-Ergebnisses können sinnvolle Zeitvergleiche vorgenommen werden. Dies verdeutlicht die nebenstehende Abbildung. Der positive Ergebnistrend der letzten Jahre wird nach Schätzungen im Jahr 2020 anhalten.[veraltet] Die operativen Ergebnisse der größten börsennotierten Unternehmen in Deutschland werden im Mittel um 8,6 Prozent auf ein Rekordniveau von ca. 160 Milliarden Euro steigen. Bemerkenswert ist dabei die Breite des anhaltenden Aufschwungs, nahezu alle Branchen können sich verbessern (Ausnahmen: Telekommunikation, Transport).
Es fällt aber auch auf, dass die deutschen Unternehmen im internationalen Vergleich eher zurückbleiben. Die Top 100 Unternehmen weltweit (im MSCI World) können die operativen Ergebnisse um 13,9 Prozent steigern. Im internationalen Vergleich fällt die deutsche Wirtschaft damit weiter zurück. Das Rückgrat der deutschen Wirtschaft bilden traditionelle Industrieunternehmen, die einem scharfen Wettbewerb ausgesetzt sind. In Branchen mit hohen Markteintrittsbarrieren können höhere Gewinnsteigerungen erwirtschaftet werden. Diese Unternehmen aus dem IT-/Internetsektor und dem Pharmasektor befinden sich vornehmlich in den Vereinigten Staaten und in China.

## Verwandte Kennzahlen
Die Kennzahlen EBITA und EBITDA berücksichtigen zusätzlich auch die Abschreibungen oder Teile davon:
```
   EBIT
   + Abschreibungen auf 
Sachanlagevermögen
 und 
immaterielles Anlagevermögen

   = EBITDA
```

## EBIT-Marge
Die EBIT-Marge (englisch EBIT margin) ist das Verhältnis von EBIT zu Umsatz:
{\displaystyle {\text{EBIT-Marge in Prozent}}={\frac {\text{EBIT}}{\text{Umsatzerlöse}}}\cdot 100\,\%}
Die EBIT-Marge drückt aus, welches operative Ergebnis durch einen Jahresumsatz erzielt worden ist. EBIT-Margen sagen auch mittelbar etwas über den Wettbewerb in einer Branche aus, da oligopolistische oder gar monopolistische Strukturen tendenziell größere Preisfreiheiten zulassen und deshalb höhere EBIT-Margen erzielt werden können. Kostengünstig produzierende Unternehmen haben größere Vorteile, höhere EBIT-Margen zu erzielen als Unternehmen mit hohem Kostenblock. Hohe Ertragskraft weisen – branchenabhängig – Unternehmen mit einer EBIT-Marge von über 15 % auf, während bei EBIT-Margen von weniger als 3 % hohe Rentabilitätsrisiken vorhanden sind. Die EBIT-Marge ist weltweit insbesondere bei Publikums-Aktien ein beliebter Indikator für die Umsatzrentabilität, etwa bei der Bildung einer Rangfolge. Ähnlich wie die Umsatzrendite sagt die EBIT-Marge etwas über die Rentabilität eines Unternehmens aus, ist aber wie das EBIT unabhängig von Finanzergebnis, außerordentlichen Positionen und Steuern. Die EBIT-Marge dient häufig als Grundlage für Rentabilitätsziele eines Unternehmens, wenn sich etwa ein Unternehmen zum Ziel setzt, eine EBIT-Marge von mindestens 9 % innerhalb der kommenden zwei Geschäftsjahre zu erreichen.
EBIT Deutschland 2017
Die weltweite Konjunkturerholung trieb Deutschlands führende Unternehmen 2017 zu Rekorden bei Umsatz, Gewinn und Beschäftigung. Der Gesamterlös der 100 umsatzstärksten börsennotierten deutschen Konzerne stieg in den ersten neun Monaten des Jahres im Vergleich zum Vorjahreszeitraum um knapp sieben Prozent auf den Bestwert von 1,25 Billionen Euro, der Gewinn stieg um 21 Prozent auf knapp 109 Milliarden Euro. Dementsprechend legte auch die Profitabilität zu, denn die durchschnittliche EBIT-Marge stieg von 7,7 auf 8,7 Prozent. Das geht aus einer Auswertung des Wirtschaftsprüfungsunternehmens Ernst & Young hervor.

### Empirische Ergebnisse

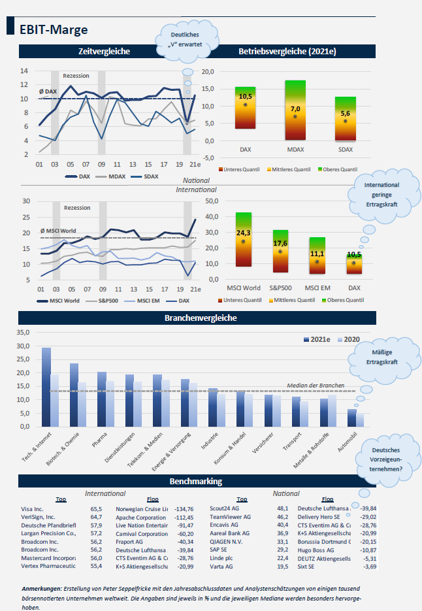
EBIT-Marge von börsennotierten Unternehmen

Anhand der EBIT-Marge können sinnvolle Zeit- und Betriebsvergleiche vorgenommen werden. Dies verdeutlicht die nebenstehende Abbildung. Die empirische Analyse ermöglicht verschiedene Erkenntnisse:
- Positiver Trend: Die EBIT-Marge konnte sowohl national als auch international in den vergangenen Jahren ausgebaut werden. Dies ist ein Indiz für eine nachlassende Wettbewerbsintensität aufgrund von Konzentrationsprozessen in verschiedenen Branchen. Oligopolistische oder gar monopolistische Strukturen erlauben eine größere Preissetzungsmacht der Anbieter und führen regelmäßig zu höheren Margen. Der positive Trend ist auch dadurch begründet, dass in den vergangenen Jahren insbesondere Branchen gewachsen sind (Internet, Telekommunikation), die über vergleichsweise hohe Markteintrittsbarrieren verfügen. Die Corona-Krise führte 2020 nur kurzfristig zu einer Eintrübung. Für das Jahr 2021 rechnen die Analysten mit einer deutlichen Erholung.[veraltet]
- Abhängigkeit von der Größe: Größere Unternehmen im DAX können höhere Margen erzielen als Unternehmen im MDAX und SDAX. Dies ist ein Beleg für die Existenz von Economies of Scale and Scope. Interessant ist auch, dass sich die Erfolge von größeren Unternehmen in Krisen stabiler verhalten. Dies dürfte darauf zurückzuführen sein, dass größere Unternehmen häufig auch breiter aufgestellt sind.
- Abhängigkeit von der Branche: Es fällt auf, dass Unternehmen mit einer höheren Kapitalintensität in der Tendenz höhere Margen aufweisen. Das Benchmarking offenbart auch, dass insbesondere Kreditkartenunternehmen, Pharma-Unternehmen sowie Internetunternehmen deutlich überdurchschnittliche Margen erzielen. Dies ist auf die erheblichen Markteintrittsbarrieren in diesen Sektoren zurückzuführen.

## Andere Kennzahlen
Das EBIT kann wiederum Grundlage für die Ermittlung weiterer Kennzahlen sein, so etwa beim Zinsdeckungsgrad, Schuldendienstdeckungsgrad oder der Eigenkapitalrentabilität.

## Auswirkungen
Die EBIT-Marge kann Bestandteil von Anleihebedingungen oder Kreditverträgen im Rahmen der Covenants sein. Dabei verpflichtet sich der Schuldner gegenüber seinen Gläubigern, eine bestimmte vertraglich festgelegte Untergrenze der EBIT-Marge nicht zu unterschreiten. Kommt es zur Unterschreitung, so liegt eine Vertragsverletzung (englisch covenant breach) vor, die zunächst meistens eine Heilungsperiode (englisch remedy/grace period) zur Folge hat, die dem Kreditnehmer die nachträgliche Erfüllung der vorgegebenen Kennzahl ermöglichen soll. Gelingt dies jedoch weiterhin nicht, wird eine höhere Kreditmarge oder gar ein außerordentliches Kündigungsrecht des Kreditgebers ausgelöst.